# 私立温泉学園2時間目〜お風呂でレズしちゃダメですか?〜
『私立温泉学園2時間目〜お風呂でレズしちゃダメですか?〜』（しりつおんせんがくえん2じかんめ おふろでレズしちゃダメですか）は、2009年1月30日にNail Sharpより発売された18禁のパソコンゲーム（アダルトゲーム）ソフトである。

## 登場人物
杉本 沙也加（すぎもと さやか）
声 - 岩泉まい
148cm B75(A)/W54/H80
学園2年生、化学部所属。文化部系協議会代表。
赤嶺 礼子（あかみね れいこ）
声 - 山碕ゆうな
165cm B98(F)/W57/H88
学園2年生、風紀委員長。
西王寺 由華子（さいおうじ ゆかこ）
声 - 逢川奈々
167cm B98(F)/W56/H87
養護教諭。理事長一族である西王寺家の娘。
桐原 可憐（きりはら かれん）
声 - 羽高なる
158cm B92(D)/W58/H87
学園2年生、学生会長。
松山 みどり
声 - 渋谷ひめ
168cm B96(E)/W58/H88
学園2年生、バレー部所属。運動部系協議会代表。
川村 志保子（かわむら しほこ）
声 - 小倉結衣
162cm B90(D)/W58/H86
学園1年生、バスケ部所属。
三浦 久美（みうら くみ）
声 - 雪都さお梨
150cm B88(D)/W55/H82
学園1年生、吹奏楽部所属。
中井 晴香（なかい はるか）
声 - 藤邑鈴香
152cm B92(E)/W56/H84
学園1年生、部活には無所属。
北澤 真由（きたざわ まゆ）
声 - 小倉結衣
162cm B92(E)/W58/H86
学園2年生、テニス部所属。
永倉 加代子（ながくら かよこ）
声 - 雪都さお梨
168cm B88(D)/W57/H85
学園2年生、演劇部所属。
岡崎 めぐみ（おかざき めぐみ）
声 - 藤邑鈴香
160cm B94(E)/W58/H87
学園2年生。部活には無所属。
安藤 沙希（あんどう さき）
声 - 藤邑鈴香
169cm B96(E)/W57/H87
学園3年生、剣道部所属。
馬場 知子（ばば ともこ）
声 - 小倉結衣
160cm B90(D)/W57/H85
学園3年生、文芸部所属。
樋口 紀子（ひぐち のりこ）
声 - 雪都さお梨
152cm B94(E)/W56/H84
学園3年生、部活には無所属。

## スタッフ
- 原画 - 古川れもん、水原優、小沢ひより
- シナリオ - Nail Sharp
- 音楽 - Nail Sharp